# Piolo Pascual
Piolo José Nonato Pascual (Manila, 12 de enero de 1977), conocido artísticamente como Piolo Pascual, es un cantautor, actor y productor de cine filipino. 

## Biografía
Piolo Pascual nació en Manila el 12 de enero de 1977, hijo de Amelia “Amy” Nonato (filipina) y Philip (Herzig) (germano-español), quien era director de casting de películas internacionales que dirigía en Filipinas. Además tiene cinco hermanos; Ana Carmina, Paulette Ann, Pocholo José, Pamela Ann y Patricia Ann. Es considerado uno de los actores masculinos de Filipinas, más destacado por haber protagonizado en varias películas de éxito, en series de televisión. 

## Carrera
Pascual en 2003, ganó todos los premios como mejor actor en el reparto de cada uno de los principales premios por su personaje principal, en la aclamada película Dekada'70. Después de iniciar en su adolescencia como una estrella en la década de los años 90 en el mundo televisivo, eventualmente retornó en 1997 a ser relanzado en la cadena televisiva de ABS-CBN, en el círculo de talentos que fue declarado como una Estrella Mágica. Desde entonces él tiene una amplia trayectoria en su carrera artística, rompiendo en la industria de la música de Filipinas, como el artista en solitario de 2003, en virtud de la promoción de sus cuatro álbumes de Estrella Records y en la realización de los conciertos que acogió en todo su país y como también en el extranjero. Es también uno de los personajes comerciales, visible en más de una docena de grandes marcas y empresas de las Filipinas.  

## Filmografía

### Películas
- Una vez más el amor de mí  Migo
- Jimmy Wong Jimmy Wong
- Kagat Ng Dilim
- No renuncian a nosotros  Vince
- Cameo
- Milán  Lino
- No ha sido hasta Usted  Albert Robles Albert Robles
- Dekada'70  Jules Bartolomé Jules Bartolomé
- 9 Mañanas  Gene Ynfante Gen Ynfante
- Customer Cafetería Cliente
- Bakit 'Di Totohanin  Paul
- Mila  Prima
- Kahit Isang Saglit  Michael
- O Bayong Pera!
- Lagarista

### Televisión
- Eso es Entretenimiento
- Mara Clara
- Gimik
- Esperanza
- Sa Sandaling Kailangan Mo Ako: Libro 1
- Star Drama Presents: Piolo Star Teatro Presenta: Piolo
- Sa Sandaling Kailangan Mo Ako: Book 2 Sa Sandaling Kailangan Mo Ako: Libro 2
- Drama Presents: Rush Star Teatro Presenta: Rush
- Sa Puso Ko Ka Iingatan
- Buttercup  Lance
- Ka Mangarap Ka

### Discografía
- Atemporal
- Paano Kita Iibigin OST
- Nagmamahal Kapamilya - Canciones Para Pinoys Mundial
- Hotsilog - La ASAP Hotdog álbum
- Piolo Pascual: Platinum Hits Re-empaquetado
- Piolo Pascual: Platinum Hits
- Entregas: Canciones de Louie Ocampo
- Mi regalo
- Piolo